# Sturmpanzerwagen Oberschlesien
Sturmpanzerwagen Oberschlesien – prototypowy niemiecki czołg lekki z okresu I wojny światowej. Nazwa w języku niemieckim znaczy "pancerny pojazd bojowy Górny Śląsk".
Nowoczesne na owe czasy charakterystyki tego czołgu to, m.in., działo montowane na centralnej, obracającej się wieży, rozdzielenie pomieszczeń na cześć bojową i silnikową, silnik zamontowany z tyłu pojazdu, nisko zamontowane gąsienice.